# ذ لمثبة (الحد)

تعديل مصدري - تعديل

ذ لمثبة هي إحدى قرى عزلة الحد بمديرية الحد التابعة لمحافظة لحج، بلغ تعداد سكانها 124 نسمة حسب تعداد اليمن لعام 2004.